# Les Frileux
Pour plus de détails, voir Fiche technique et Distribution.
Les Frileux est un téléfilm français réalisé par Jacques Fansten, diffusé le 30 janvier 2010 sur France 3.

## Fiche technique
- Réalisateur : Jacques Fansten
- Scénario : Jacques Fansten
- Photographie : Gérard de Battista
- Musique : Pierre Bertrand
- Durée : 110 minutes.
- Date de diffusion : 30 janvier 2010 sur France 3

## Distribution
- Maruschka Detmers : Sophie Dornival
- Frédéric Pierrot : Alain Dufresnes
- Philippe Faure : Daniel
- Wladimir Yordanoff : Hervé
- Yves Verhoeven : Pierre Bellato
- Hélène de Saint-Père : Laura Cambon
- Gérard Croce : le patron de l'hôtel
- René Pillot : Le maire
- Christophe Odent : Charles Robilleux
- Denis Cacheux: le brigadier de gendarmerie